# Two-Faced
Two-Faced è il sesto album in studio del gruppo musicale tedesco Tankard, pubblicato nel marzo 1994.

## Tracce
1. Death Penalty – 5:03
2. R.T.V. – 4:33
3. Betrayed – 3:33
4. Nation Over Nation – 4:11
5. Days of the Gun – 5:32
6. Cities in Flames – 4:17
7. Up From Zero – 5:48
8. Two-Faced – 4:59
9. Ich brauch' meinen Suff (Strassenjungs cover) – 2:54
10. Cyberworld – 4:51
11. Mainhattan – 4:24
12. Jimmy B. Bad – 2:47

Tracce bonus edizione 2005
Nel 2005 l'album è stato rimasterizzato con l'aggiunta di cinque tracce bonus tratte dal live in vhs Open All Night
1. Space Beer
2. Zombie Attack
3. Alcohol (Gang Green cover)
4. Chemical Invasion
5. (Empty) Tankard

## Formazione
- Andreas "Gerre" Geremia - voce
- Alex Katzmann - chitarra
- Andy Bulgaropulos - chitarra
- Frank Thowarth - basso
- Arnulf Tunn - batteria